# Jasmin Open 2024
Jasmin Open 2024 byl tenisový turnaj na ženském profesionálním okruhu WTA Tour hraný v areálu Skanes Family Hotel Monastir. Třetí ročník Jasmin Open probíhal mezi 9. a 15. zářím 2024 v tuniském přímořském letovisku Monastir na dvorcích s tvrdým povrchem GreenSet.
Turnaj dotovaný 267 082 dolary patřil do kategorie WTA 250. Nejvýše nasazenou singlistkou se stala třicátá druhá tenistka světa Elise Mertensová z Belgie, která jako dvojnásobná obhájkyně titulu podlehla ve druhém kole Evě Lysové. Jako poslední přímá účastnice do dvouhry nastoupila slovenská 113. hráčka žebříčku Rebecca Šramková, která na túře WTA prošla do prvního kariérního finále. V důsledku invaze Ruska na Ukrajinu na konci února 2022 řídící organizace tenisu ATP, WTA a ITF s grandslamy rozhodly, že ruští a běloruští tenisté mohli dále na okruzích startovat, ale do odvolání nikoli pod vlajkami Ruska a Běloruska.
První titul na okruhu WTA Tour vybojovala ve dvouhře 22letá Britka Sonay Kartalová. V probíhající sezóně stala první šampionkou z pozice kvalifikantky. V následném vydání žebříčku debutovala v první světové stovce. Čtyřhru ovládly Egypťanka Majar Šarífová s Annou Blinkovoou, které získaly první společnou trofej.

## Rozdělení bodů a finančních odměn

### Rozdělení bodů
| Soutěž  | Soutěž      | vítězové | finalisté | semifinalisté | čtvrtfinalisté | 16 v kole | 32 v kole | Q  | Q2 | Q1 |
| ------- | ----------- | -------- | --------- | ------------- | -------------- | --------- | --------- | -- | -- | -- |
| dvouhra | [ 1 ] [ 6 ] | 250      | 163       | 98            | 54             | 30        | 1         | 18 | 12 | 1  |
| čtyřhra | [ 7 ]       | 250      | 163       | 98            | 54             | 1         | —         | —  | —  | —  |

### Finanční odměny
| Soutěž                                | Soutěž      | vítězové | finalisté | semifinalisté | čtvrtfinalisté | 16 v kole | 32 v kole | Q2      | Q1      |
| ------------------------------------- | ----------- | -------- | --------- | ------------- | -------------- | --------- | --------- | ------- | ------- |
| dvouhra                               | [ 1 ] [ 6 ] | 35 250 $ | 20 830 $  | 11 610 $      | 6 608 $        | 4 040 $   | 2 890 $   | 2 140 $ | 1 380 $ |
| čtyřhra                               | [ 7 ]       | 12 820 $ | 7 210 $   | 4 140 $       | 2 470 $        | 1 900 $   | —         | —       | —       |
| částka ve čtyřhrách je uvedena na pár |             |          |           |               |                |           |           |         |         |

## Ženská dvouhra

### Nasazení
| Stát                          | Hráčka                | WTA | Nasazení |
| ----------------------------- | --------------------- | --- | -------- |
| Belgie                        | Elise Mertensová      | 35. | 1.       |
| Francie                       | Clara Burelová        | 56. | 2.       |
| Francie                       | Diane Parryová        | 60. | 3.       |
| Argentina                     | Nadia Podoroská       | 68. | 4.       |
| Rumunsko                      | Jaqueline Cristianová | 69. | 5.       |
| Belgie                        | Greet Minnenová       | 70. | 6.       |
| Itálie                        | Lucia Bronzettiová    | 76. | 7.       |
|                               | Anna Blinkovová       | 81. | 8.       |
| Žebříček WTA k 26. srpnu 2024 |                       |     |          |

### Jiné formy účasti
Následující hráčky obdržely divokou kartu do hlavní soutěže: 
- Chiraz Bechriová
- Kristina Mladenovicová
- Priska Madelyn Nugrohová

Následující hráčky postoupily z kvalifikace:
- Elsa Jacquemotová
- Sonay Kartalová
- Antonia Ružićová
- Zeynep Sönmezová
- Julija Starodubcevová
- Marija Timofejevová

Následující hráčka postoupila z kvalifikace jako šťastná poražená:
- Aljona Falejová

### Odhlášení
před zahájením turnaje
- Kateryna Baindlová → nahradila ji  Dalma Gálfiová
- Jéssica Bouzasová Maneirová → nahradila ji  Alycia Parksová
- Harriet Dartová → nahradila ji  Marina Bassolsová Riberová
- Sara Erraniová → nahradila ji Anastasija Zacharovová
- Karolína Muchová → nahradila ji  Ann Liová
- Marija Timofejevová → nahradila ji Aljona Falejová

## Ženská čtyřhra

### Nasazení
| Stát                                                                      | Hráčka              | Stát     | Hráčka                  | WTA  | Nasazení |
| ------------------------------------------------------------------------- | ------------------- | -------- | ----------------------- | ---- | -------- |
| Itálie                                                                    | Camilla Rosatellová | Belgie   | Kimberley Zimmermannová | 179. | 1.       |
| USA                                                                       | Quinn Gleasonová    | Brazílie | Ingrid Martinsová       | 188. | 2.       |
| USA                                                                       | Sophie Changová     | USA      | Alycia Parksová         | 192. | 3.       |
| Spojené království                                                        | Emily Appletonová   | Polsko   | Martyna Kubková         | 246. | 4.       |
| Žebříček WTA k 26. srpnu 2024; číslo je součtem umístění obou členek páru |                     |          |                         |      |          |

### Jiné formy účasti
Následující páry obdržel divokou kartu do hlavní soutěže:
- Inès Ibbouová /  Naima Karamoková

## Přehled finále

### Ženská dvouhra
- Sonay Kartalová vs.  Rebecca Šramková, 6–3, 7–5

### Ženská čtyřhra
- Anna Blinkovová /  Majar Šarífová vs.   Alina Kornějevová /   Anastasija Zacharovová, 2–6, 6–1, [10–8]